# Torre de telegrafía óptica del Rebollar
La torre de telegrafía óptica del Rebollar es una torre que formaba parte de la línea de telegrafía óptica que a mediados del siglo XIX conectaba Madrid con Valencia.
Es un Bien de Interés Cultural con número de anotación ministerial 27991 de 15 de marzo de 2011.

## Historia
La telegrafía óptica es un invento que se remonta al siglo de la Ilustración, el siglo XVIII. Fue un avance tecnológico de gran importancia, nacido en Francia, que facilitó la rápida transmisión de noticias. En España las líneas de telégrafo óptico no se levantaron hasta la década de 1840, época que ya en Europa empezaba a funcionar la telegrafía eléctrica. Por motivos de seguridad se desechó este último tipo de telegrafía dado el peligro de corte de cables por bandoleros o insurgentes.
Estas torres fueron construidas entre 1848 y 1849 para poner en marcha un servicio de mensajería rápida que supusiera una gran revolución en la comunicación postal del siglo XIX entre la capital y la periferia del país. Este sistema permitía que un mensaje se transmitiera de la primera a la última torre en tan sólo treinta minutos.
La línea Madrid-Valencia comienza su construcción en 1848 y su funcionamiento un año más tarde con treinta torres. La primera estación estaba en Madrid en el edificio de la Aduana, actual Ministerio de Economía y Hacienda al comienzo de la calle Alcalá y el final en el convento de San Francisco de Valencia, hoy desaparecido. Dentro de la Comunidad Valenciana las torres, en total nueve, se sitúan en Villargordo del Cabriel, Fuenterrobles, Requena, Buñol, Godelleta, Chiva y Valencia. Se levantó además dentro de la Comunidad Valenciana la línea Valencia-Barcelona con torres en El Puig, Sagunto, Almenara, Oropesa, Torreblanca, Alcalá de Chivert y Santa Magdalena de Pulpis.
Los telegrafistas fueron principalmente militares licenciados los cuales se consideraban preparados para dicha misión. Muchos excombatientes de la primera guerra carlista entraron en el servicio por considerarse los más indicados por las penalidades que tendrían que soportar. La organización que se dio al cuerpo de telégrafos fue paramilitar con un nivel superior (facultativo) con acceso al código secreto y otro inferior compuesto por operarios. Las líneas se organizaban militarmente en divisiones con jefatura en cada capital de provincia y cada división en cuatro o cinco secciones compuesta a su vez de cinco o seis estaciones. El personal reclutado, entre oficiales del ejército, lo componían los inspectores de línea, de 1.ª y de 2.ª clase. El primero era José María Mathé Aragua y de los segundos había dos por cada línea. La dotación teórica de cada estación era de dos operarios, más un auxiliar. Los torreros se alternaban entre sí por turnos. Para que un servicio así funcionase con diligencia se exigía una rigurosa disciplina que exigía una organización paramilitar. Los edificios levantados para servir de soporte a este nuevo avance tecnológico fueron diseñados como torres defensivas fortificadas, como la que se encuentra en San Antonio de Requena o se ocuparon otros edificios suficientemente fortificados. Por orden ministerial de uno de marzo de 1844 se señalaban las condiciones que debían cumplir los lugares donde se colocasen las estaciones repetidoras del telégrafo óptico:
- La distancia entre las estaciones sería como mínimo de dos leguas y máximo de tres, teniendo en cuenta los accidentes geográficos.
- Deberían seguirse las carreteras existentes buscando la mayor seguridad de las zonas transitadas.
- Las estaciones se fijarían en poblaciones siempre que fuera posible.
- En las capitales de provincia se debería procurar colocar las estaciones en el mismo edificio que las autoridades civiles o militares.
- Eran preferibles edificios fortificados del Estado, torres de iglesias o ermitas, castillos o casas fuertes que pudieran defenderse en caso de necesidad.
- Se debería mantener la alineación siempre que fuera posible procurando un radio visual de la línea perpendicular al frente de cada torre, aunque según escribe Madoz: la mayor y más esencial ventaja que lleva, sin disputa, nuestra máquina telegráfica a todas las demás conocidas es la de que sus signos son visibles con igual claridad desde todos los puntos del horizonte, al paso que en la de otros países la percepción de aquellos solo es exacta cuando se observan en una dirección perpendicular....[1]

## Descripción

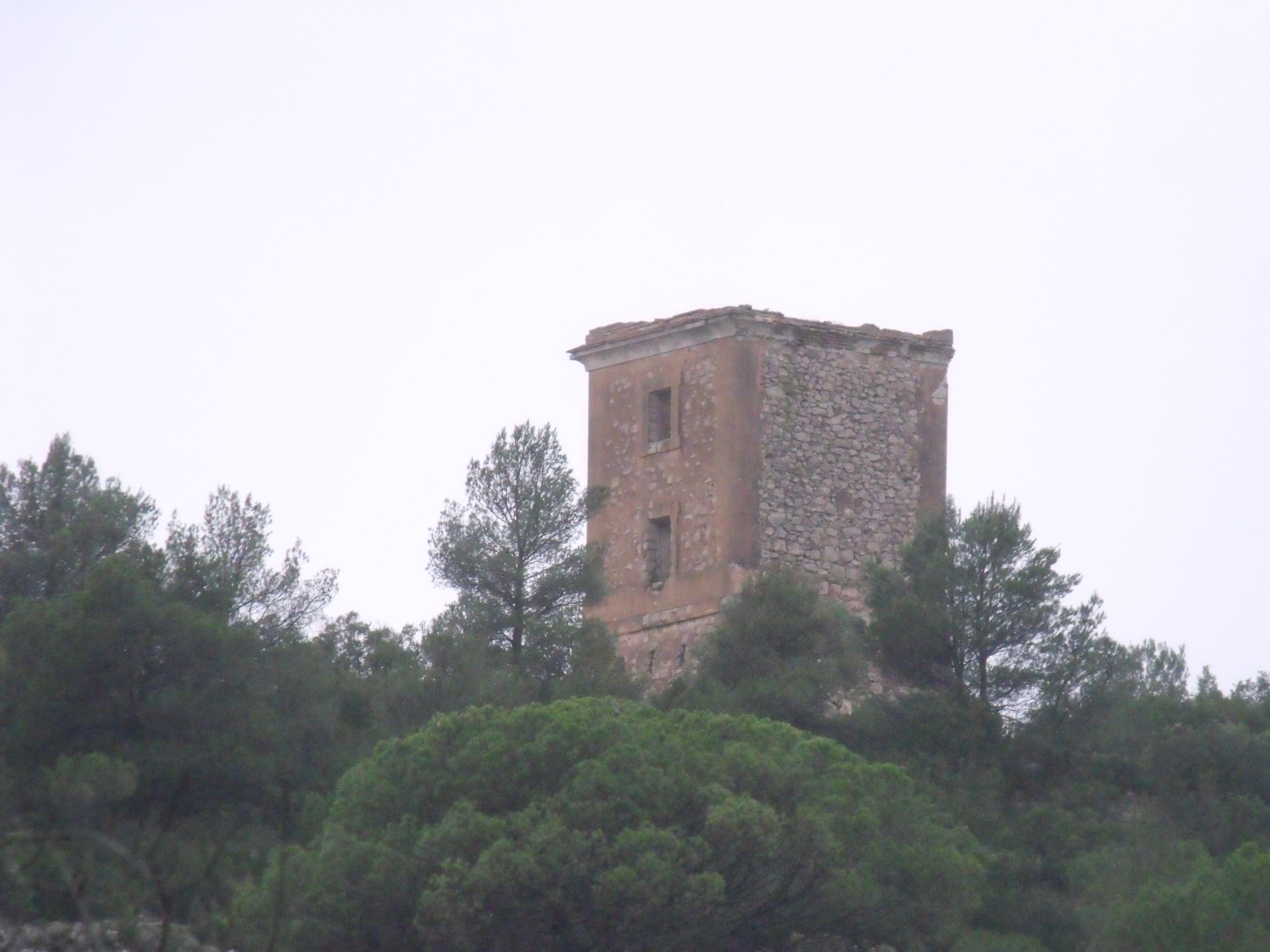
Vista de lejos de la Torre de telegrafía óptica de El Rebollar (Requena).

Los edificios que se erigieron para servir de soporte a este medio de comunicación fueron diseñados como torres defensivas fortificadas, como es el de la torre del Rebollar.
Las características constructivas de la torre son las siguientes: una altura máxima de unos 8,5 m (metros), aunque se conservan sólo 7,55 m; sus dimensiones exteriores son de 6,2 × 6,2 m (las dimensiones estándar son 6,4 × 6,4 m), mientras que las interiores son de 4,3 × 4,35 m. El espesor del muro va de 95 cm (centímetros) en la base, a 70 cm en las aspilleras, y 50 cm en las paredes. Tiene una puerta de acceso en el primer piso orientada al oeste con una ventana en la pared opuesta. En la planta baja, que originalmente no tenía acceso directo al exterior, hay tres aspilleras en cada lado. En el piso superior tiene dos ventanas.

## Emplazamiento
Se encuentra a 810 m s. n. m. (metros sobre el nivel del mar), en la llamada Ceja del Telégrafo o Cerro de la Agudilla. Está a 3750 m (metros) al noroeste de la población del Rebollar en el término municipal de Requena (Valencia).